# Мітч Купчак
Мітч Купчак (англ. Mitch Kupchak, 24 травня 1954) — американський баскетболіст.
Олімпійський чемпіон 1976 року.